# Оптоелектроника
Оптоелектрониката е наука, занимаваща се с приложението на електронни устройства и системи, които излъчват, засичат и контролират светлина. Обикновено се счита за поддисциплина на фотониката. Освен видимата светлина, оптоелектрониката често включва други невидими форми на излъчване като рентгенови лъчи, гама лъчи, ултравиолетови лъчи и инфрачервени лъчи. 
Оптоелектрониката се основава на квантовите ефекти на светлината при електронните материали, особено полупроводниците, понякога в присъствието на електрично поле. 

## Оптоелектронни устройства
Оптоелектронните устройства са измервателни преобразуватели (електрически към оптични или оптични към електрически).  Тяхната определяща характеристика е съвместното използване на електронни и оптични сигнали като носители на информация, както и преобразуването на оптична и електрическа енергия една в друга. Съставени са от оптични влакна и кабели, активни и пасивни оптични компоненти. 

### Класификация на оптоелектронните устройства
- Оптични предаватели
- Оптични приемници
- Оптични измервателни прибори; интерферометри
- Оптични влакна и кабели
- Интегрална оптика

### Класификация на оптичните компоненти

#### Пасивни оптични компоненти
- Оптични съединители
- Неразглобяеми оптични съединения
- Оптични атенюатори
- Оптични изолатори
- Оптични филтри
- Оптични елементи:
  - делители/обединители
  - превключватели
  - мултиплексори/демултиплексори
- Оптични насочени отклонители
- Устройства за междуелементна оптична връзка

#### Активни оптични компоненти
Активни са оптичните компоненти, които изменят мощността или честотата на оптичните сигнали или ги преобразуват – от електрически към оптични или от оптични към електрически. 
- Електрооптични преобразуватели – за преобразуване на тока в светлинно лъчение: различни видове лампи с нажежаема жичка, електролуминесцентни излъчватели, полупроводникови светодиоди и лазери (газови, твърдотелни, полупроводникови).

- Лазерен диод
- Фотодетектори: фототранзистор, фоторезистор, оптична интегрална схема, фотодиод.

- Оптоелектронни преобразуватели – за преобразуване на светлината в електрически ток: фоторезистори, фотодиоди (пин, лавинни), фототранзистори, фототиристори, фотоелектронни умножители (ФЕУ), пироелектрически приемници, елементи със зарядна връзка (ЕЗВ).
- Оптрони – последователно преобразуване на „ток - оптично лъчение - ток“ за изолиране на електрически вериги: с резистор, диод, транзистор, тиристор, оптрони на базата на еднопреходни фототранзистори и оптрони с отворен оптичен канал.

- Фотолектронен умножител
- Видове оптрони

- Оптоелектронни интегрални схеми със смесено предназначение в различни електронни устройства: за оптична комуникация между отделни възли или компоненти с галванично разделяне (изолация) един от друг. Те са елементи на интегралната оптика. Голям дял сред тях заемат светлочувствителните матрици или фотоматрици, които са сензори на изображение:

- - ЕЗВ-матрица (CCD)
  - ДМОП-матрица (CMOS)
  - Жива МОП-матрица (Live-MOS)
  - Супер ЕЗВ-матрица (Super CCD)
  - Матрици с мозаечни филтри
  - Матрици с пълноцветни пиксели
    - Многослойни матрици (Foveon X3)
    - Пълноцветна RGB-матрица на Никон